# Sisyphos (Berlin)
Das Sisyphos, meist nur "Sisy" genannt, ist ein Techno-Club in Berlin-Rummelsburg.

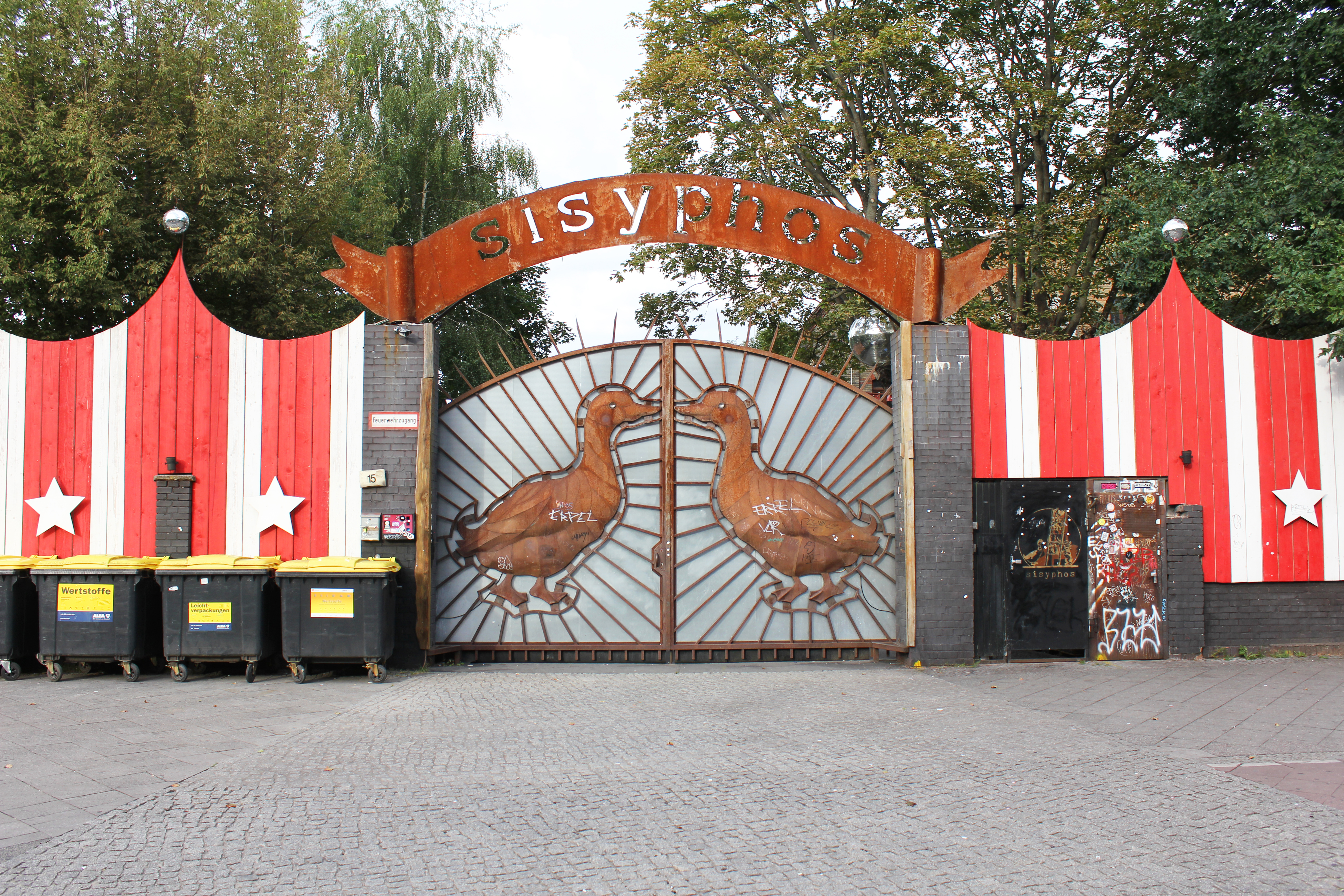
Der Sisyphos Club (2022)

Der Club wird in einer ehemaligen Fabrik für Hundekuchen betrieben. Im Nutzerranking des Internetportals für elektronische Musik Resident Advisor wurde der Club als einer der zehn beliebtesten in Berlin bewertet (Stand: März 2017).
Der Club verfügt über fünf Floors: der Outdoor-Floor "Strand", "Wintergarten" (House), "Dampfer" (Deep House, Tech House, Techno), "Hammahalle" (Techno) und "Tunnel" (Techno). Partys finden von Frühling bis Neujahr jedes Wochenende statt und dauern regelmäßig ohne Pause von Freitag 22:00 Uhr bis Montag 10:00 Uhr, wobei allerdings nur der "Wintergarten" durchgehend bespielt wird.
Die Enten auf dem eisernen Haupteingangstor sind Markenzeichen des Clubs. So nennen sich eingefleischte Sisyphos-Besucher auch "Enten" oder "duckies".

## Geschichte
2008 übernahm der Sommerleuchten e.V., ein Verein für zeitgenössische Medien und freie Kunst, die ehemalige Hundekuchenfabrik in Berlin-Rummelsburg. Zunächst sollte auf dem Gelände ein Zentrum für kreative Werkstätten entwickelt werden. 2009 gab es dann erste Partys, die ursprünglich nur in einem relativ kleinen Kreis stattfanden. Nach und nach entstand das heutige Veranstaltungsgelände, das teilweise als Open-Air-Club konzipiert ist. So verfügt der Club über einen weitläufigen Außenbereich. Ende 2009 erfolgte zunächst die Gründung einer Unternehmergesellschaft (haftungsbeschränkt), der Sisyphos Event UG, die 2012 in eine GmbH umgewandelt wurde. Im Jahr 2014 wurde der Club vom Bezirksamt Lichtenberg wegen fehlender Genehmigungen geschlossen. Demnach hatte der Club keine gültige Betriebsgenehmigung und das Evakuierungskonzept war unklar. Nach einigen Monaten Pause erfolgte Ende 2014 die Wiedereröffnung.
Der Club beteiligte sich an der Aktion „United We Stream“ der Berliner Clubszene, die durch die Maßnahmen gegen COVID-19 massive Einbußen hinnehmen musste. Außerdem wurde der Außenbereich des Clubs zu einem Restaurant umfunktioniert, dem „Sisyphos Entaurant“.

## Unternehmen
Betreiber des Clubs ist die Sisyphos Event GmbH. Gründungsgeschäftsführer sind Julius Hausl und Lina Thiele. Zum 31. Dezember 2013 verzeichnete die GmbH ein Anlagevermögen von 432.846 Euro sowie ein Umlaufvermögen von 348.693 Euro und erzielte einen Jahresüberschuss von 167.493 Euro. Im Geschäftsjahr 2019 verzeichnete die GmbH ein Anlagevermögen von 532.110 sowie einen Jahresüberschuss von 543.214 Euro. Der Club hat mit Außenbereich ein Fassungsvermögen von etwa 1500 Personen.

## Rezeption
Der Club fand wiederholt Erwähnung in der nationalen und internationalen Berichterstattung. Das Online-Magazin BuzzFeed bezeichnete ihn in der englischsprachigen Ausgabe als „out of this world“. Insbesondere als der Club 2014 vorübergehend schließen musste, widmeten mehrere Tageszeitungen dem Sisyphos eigene Artikel. In diesem Zusammenhang sprach das Berliner Abendblatt von einem „europaweiten Kultstatus“ des Clubs. Das Magazin Prinz bezeichnete das Sisyphos neben dem Berghain als besten Club Berlins „für hippe Elektro-Fans“. Die Zeit zählte das Sisyphos zu einer Reihe von Clubs in Berlin, die im Vergleich zum Berghain „kleiner, dreckiger, intimer“ seien. Der 2023 veröffentlichte Song Berliner Luft der Band Scooter erwähnt das Sisyphos zusammen in einer Reihe mit anderen Berliner Clubs.